# Salvadora (plant)
Salvadora is een geslacht uit de familie Salvadoraceae. De soorten komen voor in Afrika, op Madagaskar, op het Arabisch Schiereiland en op het Indisch Subcontinent.

## Soorten
- Salvadora alii Rajput & Syeda
- Salvadora angustifolia Turrill
- Salvadora australis Schweick.
- Salvadora oleoides Decne.
- Salvadora persica L.